# Sarawut Pathipakornchai
Sarawut Pathipakornchai (in thailandese: สราวุธ ประทีปากรชัย; Bangkok, 10 aprile 1950 – Bangkok, 24 marzo 2024) è stato un calciatore thailandese, di ruolo portiere.

## Carriera
Con la Nazionale thailandese partecipò alle Olimpiadi del 1968.